# Addison C. Gibbs
Pour les articles homonymes, voir Gibbs.
Addison Crandall Gibbs (9 juillet 1825 – 29 décembre 1886) est un homme politique américain, membre du Parti républicain, qui fut gouverneur de l'Oregon de 1862 à 1866.

## Biographie
Addison C. Gibbs est né le 9 juillet 1825 à East Otto dans l'État de New York. Il se rend en Californie en 1849 lors de la ruée vers l'or puis s'installe en Oregon l'année suivante. Il participe en 1853 à la guerre des Rogue River.
Après que l'Oregon soit devenu un État des États-Unis en 1859, Gibbs succède à John Whiteaker au poste de gouverneur de l'Oregon en 1862 et occupe ce poste jusqu'en 1866.
Il meurt le 29 décembre 1886 à Londres et son corps est ramené à Portland pour y être enterré.